# Twist (Allemagne)
Pour les articles homonymes, voir Twist (homonymie).
Twist est une municipalité allemande du land de Basse-Saxe et l'arrondissement du Pays de l'Ems. En 2019, elle comptait 9 605 habitants.

## Galerie

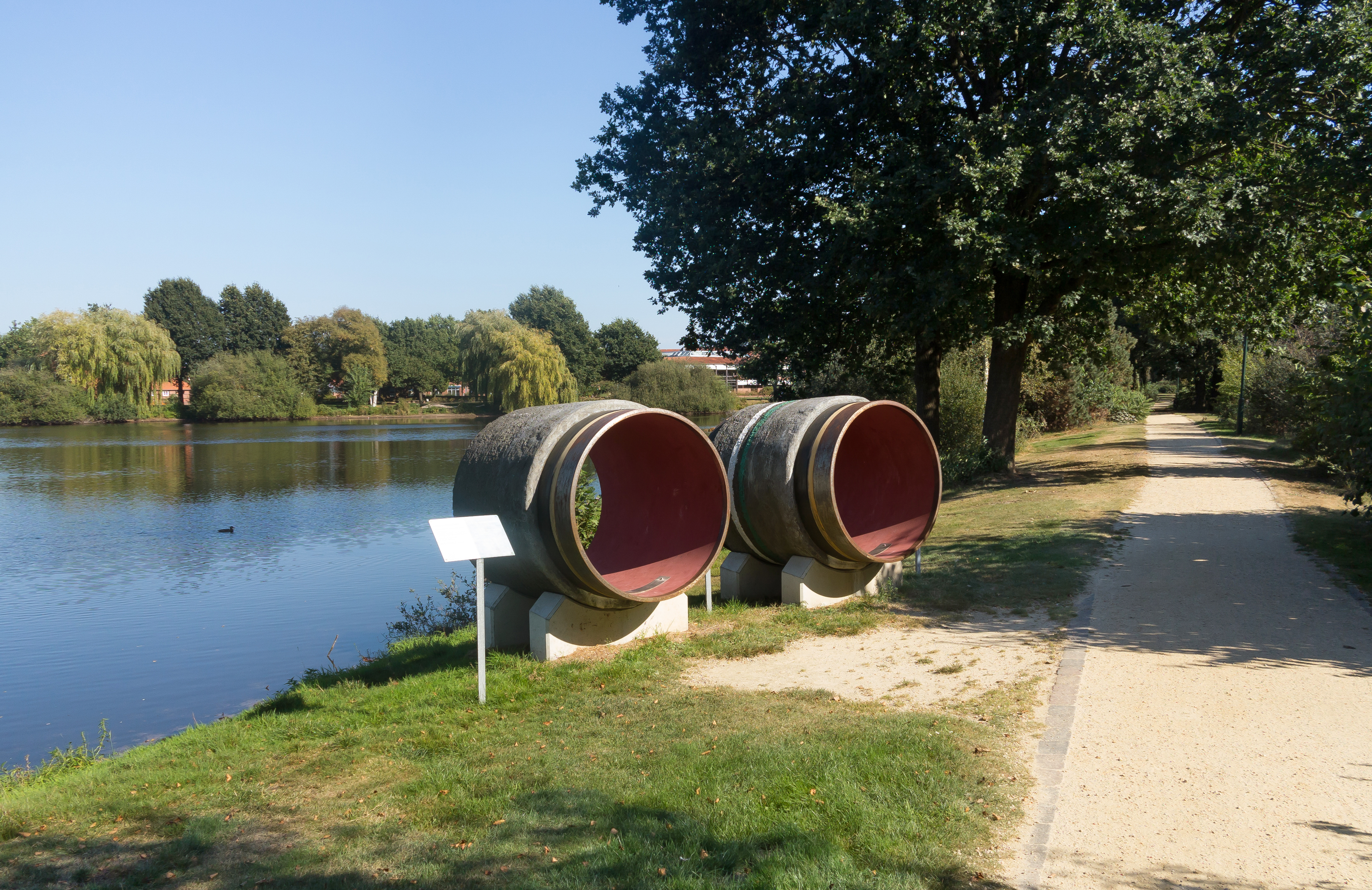
Twist, la sculpture de Nord Stream Doppelpipeline
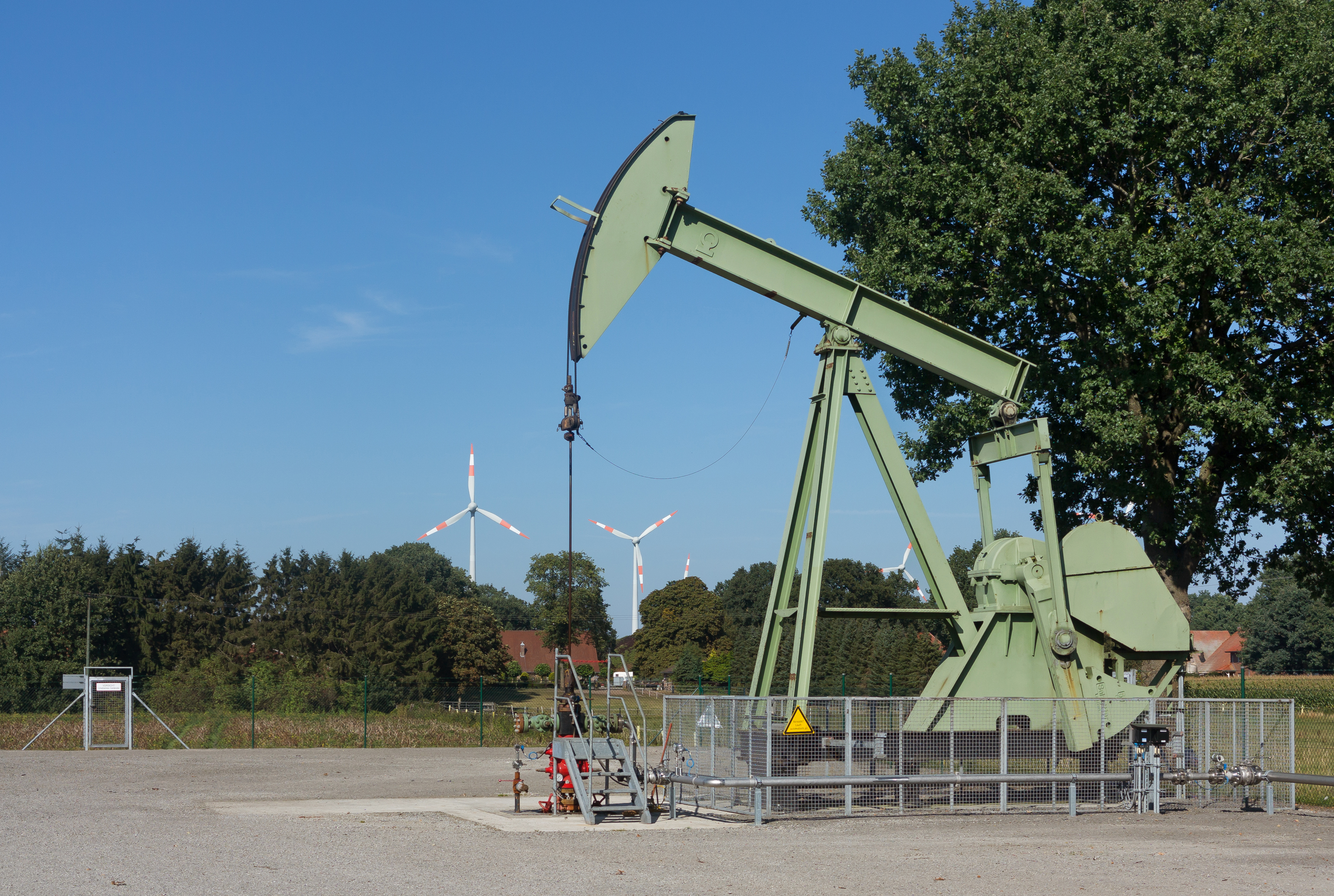
L’ancienne et la nouvelle énergie entre Twist et Nieuw Schoonebeek
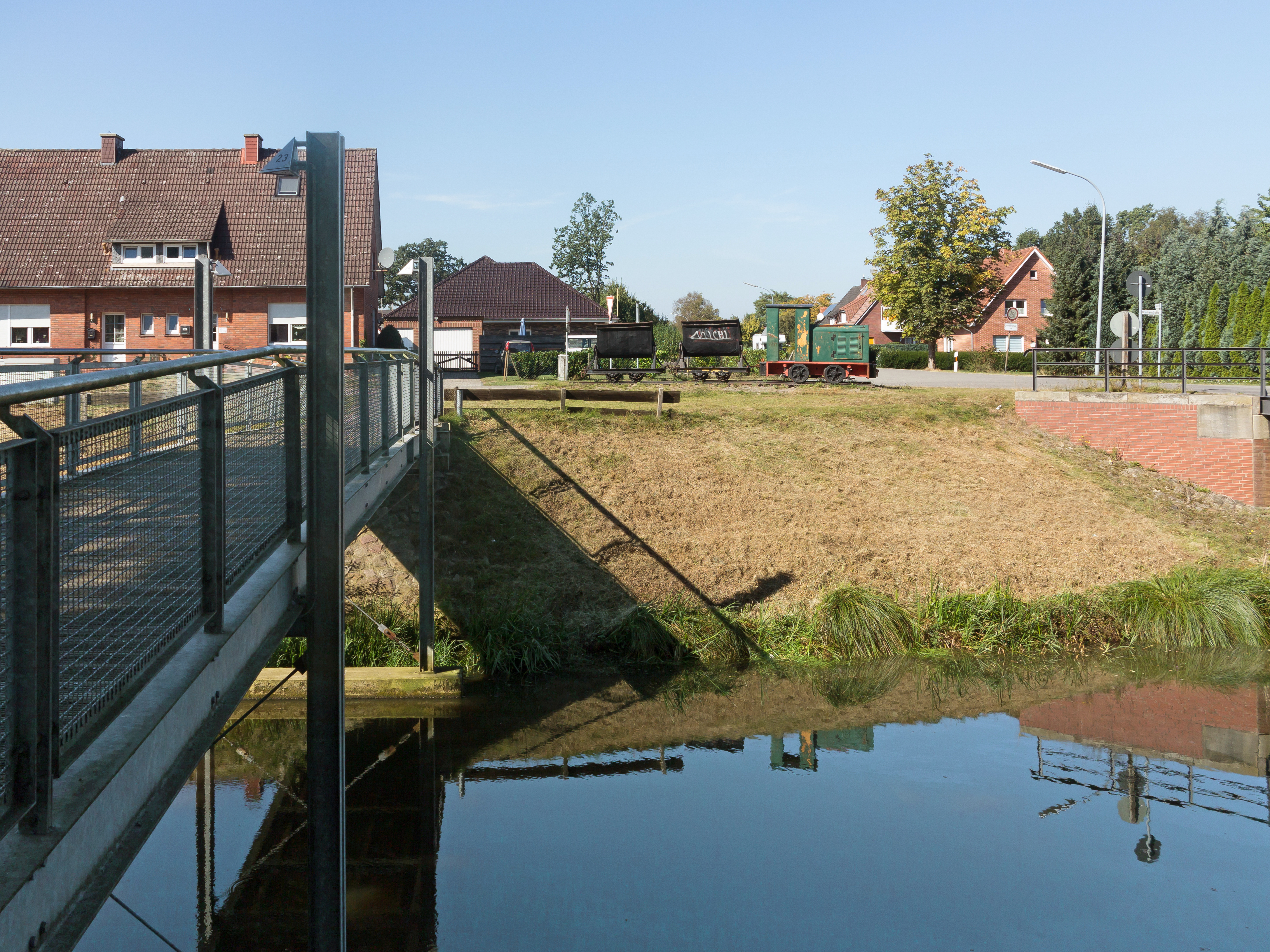
Adorf, passerelle sur le Süd-Nord Kanal

## Source
- (de) Cet article est partiellement ou en totalité issu de l’article de Wikipédia en allemand intitulé « Twist (Emsland) » (voir la liste des auteurs).